# Georg Händel
|  | No s'ha de confondre amb Georg Friedrich Händel. |

Georg Händel (alemany: [ˈhɛndəl]; Halle, Arquebisbat de Magdeburg, 24 de setembre de 1622 - ibídem, Ducat de Magdeburg, 11 de febrer de 1697) va ser un barber-cirurgià i el pare de Georg Friedrich Händel.

## Biografia
Quan era jove va haver d'abandonar els seus estudis de gramàtica a l'escola després de la mort del seu pare, Valentin, el 1636; va haver de deixar les seves aspiracions de convertir-se en advocat. El seu pare va ser Valentin Händel, un ferrer i regidor provinent de Wroclaw i casat amb Anna Beichling. És molt improbable que finalitzés estudis de medicina i sense un títol no podia ser considerat un metge.
El 1643 es va casar amb Anna Kathe, una vídua d'un altre barber, Christoph Oettinger; Anna era 12 anys més gran que ell. Van tenir 6 fills: Dorothea Elisabet, Gottfried, Christoph, Anna Barbara, Karl i Sophia Rosina; els tres últims, van morir joves. La parella va viure en un poble anomenat Neumarkt, al sud de Saalkreis i van arribar a tenir 28 nets. Al voltant de 1657, August de Saxònia-Weissenfels el va nomenar el seu cirurgià.
Portà la taverna El Cérvol Groc. El 1672, li van concedir una llicència per servir vi i també va tenir una vinya fora de la ciutat. La seva dona va morir el 1682; a l'any següent, es va casar amb Dorothea Taust (1651–1730), la filla d'un pastor luterà a Giebichenstein. El 1685 va néixer Georg Friedrich Händel, i després vingueren dues germanes, Dorothea Sophia (1687) i Johanna Christiana (1690); aquesta darrera va morir el 1709.
Segons John Mainwaring, el primer biògraf de Händel, «Händel havia descobert una propensió tan forta a la música, que el seu pare, qui sempre va pretendre que estudiés dret, va tenir raons per sentir-se alarmat. Li prohibia estrictament relacionar-se amb qualsevol instrument musical però Händel va trobar la forma d'aconseguir un petit clavicordi i el va transportar en privat a una habitació en la part superior de la casa. Pujava a aquesta habitació constantment quan la família estava dormida». Un dia Händel i el seu pare van ser en un viatge a Weissenfels per visitar al seu fill (germanastre de Händel) Karl, o net (nebot de Händel) Georg Christian qui servia com a ajuda de càmera del duc Joan Adolf I. Segons es diu, el jove Händel va atreure l'atenció del Duc amb la seva interpretació a l'orgue de l'església. A petició seva, Georg va permetre al seu fill que rebés lliçons de teclat i tècnica de composició musical de Friedrich Wilhelm Zachow, l'organista de la Marienkirche.